# Orthostichella rigida
Orthostichella rigida là một loài Rêu trong họ Meteoriaceae. Loài này được (Müll. Hal.) B.H. Allen & Magill mô tả khoa học đầu tiên năm 2007.